# 島津忠治
島津 忠治（しまづ ただはる）は、室町時代後期の薩摩国の大名。島津氏の第12代当主。

## 生涯
長享3年（1489年）、島津氏第11代当主・島津忠昌の長男として誕生。
永正5年（1508年）、父・忠昌が自殺したため、その跡を継いで当主となった。この頃の島津氏は、領国内で一族や国人らによる内乱をかかえていたが、忠治は温厚かつ学問好きの当主で、『織鷹秘訣集』を著したり、亡き足利尊有のために鹿児島に大興寺を建立したりするなど、戦国の世と合わないことを多く行ったため、内乱はさらに促進された。
永正12年（1515年）、大隅国吉田城の吉田位清攻めのときに陣中で死去。享年27。墓所ははじめ吉田佐多浦の津友寺であったが、後に鹿児島の福昌寺に改葬された。後を弟の島津忠隆が継いだ。